# Катанян, Василий Абгарович
Васи́лий Абга́рович Катаня́н (15 [28] апреля 1902, Москва — 15 февраля 1980, там же) — советский литературовед, писатель, биограф Владимира Маяковского. Псевдонимы: В. А Катенин, И Ломов.

## Биография
Родился 28 (15 по старому стилю) апреля 1902 в Москве. Отец — Абгар Иванович Катанянц армянин, уроженец Тифлиса, в этот период был экстерном-ординатором Госпитальной терапевтической клиники Императорского Московского университета.
Учился в тифлисском Политехническом институте. В то же время обучения начал выступать со стихами и статьями.
Вместе с В. Кара-Мурзой выпустил сборник стихов «Синим вечером» (1918) и самостоятельно — сборник «Убийство на романтической почве» (1919), участвовал в создании знаменитого сборника «Софии Георгиевне Мельниковой: Фантастический кабачок» (1919).
Член «Цеха поэтов» и «Союза русских писателей Грузии».
Участвовал в издании газеты «Искусство», с 1921 года работал в Кавроста, а в 1923—1927 был заместителем директора издательства «Заккнига»
В 1926 Катанян выступил с первой литературоведческой работой — книгой «Цензурные изъятия в „Воскресении“ Л. Толстого».
После переезда в 1927 в Москву Катанян становится членом ЛЕФа, с июня того же года работает секретарем журнала «Новый Леф», а в 1929—1930 годах входит в РЕФ.
Печатался в газетах «Комсомольская правда», «Известия», «Вечерняя Москва», «Литературная газета», был ответственным секретарем журнала «Красное студенчество», работал в издательстве «Молодая гвардия».
Входил в Совет и Исполнительное бюро Федерации объединения советских писателей. С 1939 года член СП СССР.
В «Альманахе с Маяковским» (1934) вышла его первая работа о Маяковском — статья «Корни стихов».
Отдельные статьи о творчестве поэта собраны в книге «Рассказы о Маяковском» (1940).
Составитель и редактор трёх Полных собраний сочинений Маяковского (1934—1939, 1939—1949, 1955—1961).
В 1939 вышла «Краткая летопись жизни и работы В. В. Маяковского» — один из наиболее важных источников при изучении жизни и творчества Маяковского. Книга переиздавалась в 1945, 1948, 1956, 1961 годах, последнее издание вышло посмертно под названием «Маяковский. Хроника жизни и деятельности» (1985).
Награждён медалью «За доблестный труд в Великой Отечественной войне» (1945).
От Литфонда СССР Катаняну была выделена половина дачи в Переделкино, по ул. Погодина, № 7. Вторую половину дачи занимала семья скончавшегося к тому времени писателя Всеволода Иванова.
Первая жена — Мария Петровна Синельникова (1906—1987). В 1922 году женился на Галине Дмитриевне Клепацкой (1904—1991). С 1937 года и до конца её жизни Катанян был мужем Лили Брик (официально зарегистрированы в 1956 г.).
Сын (от Г. Д. Клепацкой) — Василий Катанян, кинорежиссёр, писатель.

## Другие работы
- Пьеса «Они знали Маяковского» (1954)
- Либретто оперы «Не только любовь» (1961)
- Сценарий фильма «Анна Каренина» (1967)
- Сценарий фильма о Н. Г. Чернышевском

## Правонаследники
- 1980—1999 Василий Васильевич Катанян
- 1999—2014 Инна Генс
- с 2014 Юлия Генс (Julia Gens)[2]